# Melis Abzalov
Melis Abzalov (en ouzbek : Melis Abzalaov, Мелис Абзалов ; en russe : Мелис Абзалов), né le 18 novembre 1938 à Yangiyo‘l (Union soviétique, actuellement en Ouzbékistan) et mort le 26 octobre 2016 à Stockholm, en Suède, est un acteur, scénariste, réalisateur et producteur de cinéma soviétique puis ouzbek.

## Biographie
Melis Abzalov est l'un des fondateurs de l'industrie cinématographique du film ouzbek. Ses films les plus célèbres sont Suyunchi (en) (1982), Kelinlar qoʻzgʻoloni (en) (1984) et Armon (en) (1986). Il a reçu de nombreux titres honorifiques et distinctions, dont celui d'Artiste méritoire de l'Ouzbékistan.

## Filmographie

### Acteur

#### Cinéma
- 1966 : White, White Storks
- 1970 : Vlyublyonnye
- 1973 : Sedmaya pulya
- 1975 : Man Follows Birds : Allayar-bay
- 1975 : Ty, pesnya moya
- 1976 : Dalyokie blizkie gody
- 1976 : Ptitsy nashikh nadezhd : Melis (en tant que M. Abzalov)
- 1985 : Ya tebya pomnyu
- 1987 : Klinika
- 1988 : Chudovishche ili kto-to drugoy
- 1989 : Vostochnaya plutovka
- 1990 : Les Cavaliers de la gloire

#### Courts-métrages
- 2002 : Cinedictum

#### Télévision

##### Séries télévisées
- 1977 : Eto bylo v Kokande : Ishan Zaynulla
- 1981 : Vstrecha u vysokikh snegov : Tukhtayev

##### Téléfilms
- 1976 : Sedmoy dzhinn : Fifth Genie
- 1988 : Priklyucheniya Arslana

### Département artistique

#### Cinéma
- 1970 : Vlyublyonnye

### Réalisateur

#### Cinéma
- 1979 : Duel pod chinaroy
- 1982 : Suyunchi (en)
- 1984 : Kelinlar qoʻzgʻoloni (en)
- 1986 : Armon (en)
- 1989 : Vostochnaya plutovka